# Cypripedium henryi
Cypripedium henryi är en orkidéart som beskrevs av Robert Allen Rolfe. Cypripedium henryi ingår i släktet guckuskor, och familjen orkidéer. IUCN kategoriserar arten globalt som akut hotad. Inga underarter finns listade i Catalogue of Life.

## Bildgalleri